# Ясьминова ЗУС (станция скоростного трамвая)
«Ясьминова ЗУС» (пол. Jaśminowa ZUS) — станция скоростного трамвая в городе Щецин. Открыта 29 августа 2015 года в составе первой очереди строительства. Принимает трамвайные маршруты № 2, 7, 8.

## Описание
Станция является подземной с двумя береговыми платформами. В центральной части конструкция усилена шестью парами колонн. Выход в город осуществляется через подземный вестибюль на обе стороны линии.

## Див. также
- Щецинский трамвай